# Antônio Meneses
Antônio Meneses (Recife, 23 augustus 1957 – Bazel, 3 augustus 2024) was een Braziliaans cellist.
Meneses studeerde al als tienjarige bij Antonio Janigro in Düsseldorf en vervolgens onder meer aan de Staatliche Hochschule für Musik und Darstellende Kunst Stuttgart.
In 1977 wordt hij laureaat van de Eerste Prijs in de Muziekwedstrijd van München. In 1982 wint hij de Tsjaikovski-wedstrijd in Moskou. Hij mag vanaf dan spelen met de cello van Pablo Casals.
Meneses speelde met het Berliner Philharmoniker (Riccardo Muti, Mariss Jansons), het London Symphony Orchestra (Claudio Abbado, André Previn), het BBC Symphony Orchestra (Andrew Davis), het Amsterdams Koninklijk Concertgebouworkest (Semyon Bychkov, Herbert Blomstedt), de Wiener Symphoniker, het Tsjechisch Filharmonisch Orkest (Gerd Albrecht), het Sint-Petersburgs Filharmonisch Orkest (Joeri Temirkanov) en het Filharmonisch Orkest van Moskou, het Israëlisch Filharmonisch Orkest, het Orchestre de la Suisse Romande  (Neeme Järvi), het Symphonieorchester des Bayerischen Rundfunks, de New York Philharmonic (Kurt Sanderling), in Washington met het National Symphony Orchestra en Mstislav Rostropovitsj en met het NHK-symfonieorkest in Tokio.
Hij maakte van 1998 tot 2008 deel uit van het Beaux Arts Trio met Menahem Pressler op piano en eerst Yung Uck Kim en vervolgens Daniel Hope op viool.
Daarnaast doceerde Antônio Meneses onder meer aan de Accademia Musicale Chigiana in Siena, de Escuela Superior de Música Reina Sofía in Madrid en de Musikhochschule in Bern.
Meneses was gehuwd met Cecile Licad met wie hij een zoon heeft.
Hij overleed aan een hersentumor op 66-jarige leeftijd.
- Biblioteca Nacional de España: XX4741028
- Bibliothèque nationale de France: cb13897395v (data)
- Gemeinsame Normdatei: 128824832
- International Standard Name Identifier: 0000 0000 8184 4096
- Library of Congress Control Number: n83152821
- MusicBrainz: 2c87f9ef-32c4-4244-92c0-105a0dae2ce8
- Nationale Bibliotheek van Tsjechië: xx0103018
- Nationale Bibliotheek van Israël: 987007331401605171
- Nederlandse Thesaurus van Auteursnamen: 070738688
- Système universitaire de documentation: 182352765
- Virtual International Authority File: 264277698
- WorldCat: E39PBJtX4thgdftyr8QCMdJqwC